# Port lotniczy Jwaneng
Port lotniczy Jwaneng – międzynarodowy port lotniczy położony w mieście Jwaneng, w Botswanie.